# Milíčovský sad a stromořadí
Milíčovský sad a stromořadí v Újezdě u Průhonic v Praze je sad a aleje ovocných stromů v severovýchodní části Milíčovského lesa u Milíčovského rybníka v Újezdu u Průhonic v přírodní památce Milíčovský les a rybníky.

## Historie
Sad byl vysazen mezi Milíčovským lesem a Milíčovským rybníkem v místech hájovny Český Milíčov. Ovocné stromy byly vysazeny také v okolí sousedních rybníků podél cest jako aleje. Hájovna zanikla po roce 1970 a původní stromy zplaněly; větší množství těchto původních starých třešní roste u okolních rybníků.
V roce 2011 byl sad doplněn novými výsadbami z řad starých odrůd třešní, pěstovaných v Praze a v jejím okolí, nové ovocné stromy jsou postupně dosazovány také do drobných ovocných alejí v okolí Milíčovského rybníka a sousedních rybníků.

## Parametry
- Celková rozloha: sad 0,45 ha, drobné aleje 130 metrů
- Počet stromů: 34 (r. 2011; sad včetně alejí)
- Odrůdy:
  - Třešně: nově vysazené Libějovická, Karešova, Schneiderova, Napoleonova, Německá rychlice, Hedelfingenská, česká chrupka Granát a Kordia a polochrupka Burlat
  - Hrušně: 2 stromy hrušně polničky
- Ovoce k natrhání: ano[1]